# Dave Sim
Dave Victor Sim (Hamilton, Ontario, 17 mei 1956) is een Canadees striptekenaar, vooral bekend van de reeks Cerebus the Aardvark.

## Biografie
Sim begon deze undergroundstripreeks in december 1977 en beëindigde die zoals gepland in maart 2004 met nummer #300. Hiermee is Cerebus the Aardvark een van de langstlopende stripreeksen, getekend door één striptekenaar (alhoewel Peanuts en Nero nog lànger door één en dezelfde striptekenaar getekend werden.) Tijdens de doorlopende publicatie van de reeks veranderde ook de thematiek. Cerebus the Aardvark was oorspronkelijk een parodie op Conan the Barbarian en Howard the Duck. Na een aantal jaren kreeg de reeks een satirisch kantje, waarbij vooral kritiek werd geleverd op politiek en religie en werden de verhalen steeds serieuzer. Sim gaf Cerebus uit in eigen beheer, onder de imprint Aardvark-Vanaheim.
Sinds 2004 houdt Sim zich vooral bezig met lezingen, interviews en het aanleggen van een database en televisieserie rond Cerebus. Zijn werk is meermaals bekroond. onder meer met een Eisner Award, een Harvey Award, een Inkpot Award, een Joe Shuster Award en een Kirby Award.
Sim huwde in 1979 en scheidde vijf jaar later.
- Bibliothèque nationale de France: cb16228955f (data)
- Gemeinsame Normdatei: 136452299
- International Standard Name Identifier: 0000 0001 0949 9299
- Library of Congress Control Number: n89638352
- Nationale Bibliotheek van Israël: 987007438524305171
- Nederlandse Thesaurus van Auteursnamen: 147490537
- Réseau des bibliothèques de Suisse occidentale: 02-A018851008
- RKD-Nederlands Instituut voor Kunstgeschiedenis: 368638
- SNAC: w60c72c1
- Système universitaire de documentation: 098397753
- Virtual International Authority File: 4079295
- WorldCat: E39PBJmdtDvDvqDvbwBbPYpF8C